# Peñarrubia (kommun i Spanien, Kantabrien)
Peñarrubia är en kommun i Spanien. Den ligger i den autonoma regionen Kantabrien i norra delen av landet, 300 km norr om huvudstaden Madrid. Antalet invånare är 314 (2024). Arean är 53,06 kvadratkilometer. Peñarrubia gränsar till Lamasón, Cillorigo de Liébana, Tresviso och Peñamellera Baja. 